# بعيد المنال (فلم)
بعيد المنال. فيلم أمريكي اُنتج سنة 2004، إخراج بو تشيه يونغ، من كاتبة تريفور ميلر، وبطولة ستيفن سيغال وإيدا نوفا كوفسكا. حرر الفيلم مباشرة إلى دي في دي (دي في دي ) في الولايات المتحدة يوم 20 يوليو 2004.
سيغال يلعب وليام لانسينغ، وهو عميل سري سابق الذي تحول إلى المكافح، تليها حلقة من الاتجار بالبشر ويحاول انقاذ صديقته ستيلو، يتيم يبلغ من العمر ثلاثة عشر من بولندا الذي يعلمها استعمال الرموز السرية.

## مقطع
فيتنام فيتيرا وليام لانسينغ، وكيل سابق في وكالة المخابرات المركزية الذي يعمل على محمية للحياة البرية في شمال ألاسكا، وكان تبادل الرسائل في علاقة رسائلية مع إيرينا موغاوسكا؛ فتاة يتيمة عمرها ثلاثة عشر في وارسو، بولندا الذي يساعد ماديا. بماأن المراسلة توقفت التي تأتي فجأة. لهذا، لانسينغ توجه إلى بولندا لمعرفة السبب.
العملية تقدر بمليارات وكل الفتيات بيعوا في أعلى مزاد من جميع أنحاء العالم، بما أن الرسائل إلى إرينا، لانسينغ علمت إيرينا كيفية استخدام الرموز السرية، لكي تستخدمها لتحديد مكان أين يأخدونا. لانسينغ يبقى على الساحة من خلال الشراكة مع الشرطي المحلي كاسيا اتو لإنقاذ إيرينا وغيرها من الفتيات، واسقاط شبكة الإتجار بالبشر....

## وصلات خارجية
- مقالات تستعمل روابط فنية بلا صلة مع ويكي بيانات